# Campionati europei di ciclismo su pista 2019 - Omnium femminile
L'omnium femminile ai Campionati europei di ciclismo su pista 2019 si è svolta il 18 ottobre 2019 presso il velodromo Omnisport di Apeldoorn, nei Paesi Bassi.
Hanno partecipato 21 cicliste appartenenti a 21 federazioni. La gara si è svolta in 4 prove, in ognuna delle quali è stato attribuito un punteggio a ciascuna ciclista; la vincitrice è stata colei che ha totalizzato più punti complessivi.

## Podio
| Pos.    | Atleta             | Nazionalità   |
| ------- | ------------------ | ------------- |
| Oro     | Kirsten Wild       | Paesi Bassi   |
| Argento | Laura Kenny        | Gran Bretagna |
| Bronzo  | Tatsiana Sharakova | Bielorussia   |

## Risultati

### Scratch
Prima di 4 prove.
| Posizione | Atleta                 | Nazione       | Giri persi | Punti prova |
| --------- | ---------------------- | ------------- | ---------- | ----------- |
| 1         | Laura Kenny            | Gran Bretagna |            | 40          |
| 2         | Letizia Paternoster    | Italia        |            | 38          |
| 3         | Clara Copponi          | Francia       |            | 36          |
| 4         | Kirsten Wild           | Paesi Bassi   |            | 34          |
| 5         | Amalie Dideriksen      | Danimarca     |            | 32          |
| 6         | Anita Stenberg         | Norvegia      |            | 30          |
| 7         | Daria Pikulik          | Polonia       |            | 28          |
| 8         | Maria Martins          | Portogallo    |            | 26          |
| 9         | Aline Seitz            | Svizzera      |            | 24          |
| 10        | Gudrun Stock           | Germania      |            | 22          |
| 11        | Lotte Kopecky          | Belgio        |            | 20          |
| 12        | Petra Ševčiková        | Rep. Ceca     |            | 18          |
| 13        | Olivija Baleisyte      | Lituania      |            | 16          |
| 14        | Lydia Boylan           | Irlanda       |            | 14          |
| 15        | Verena Eberhardt       | Austria       |            | 12          |
| 16        | Tatsiana Sharakova     | Bielorussia   |            | 10          |
| 17        | Tetyana Klimchenko     | Ucraina       |            | 8           |
| 18        | Maria Rostovtseva      | Russia        |            | 6           |
| 19        | Johanna Kitti Borissza | Ungheria      |            | 4           |
| 20        | Ana Usabiaga           | Spagna        |            | 2           |
| 21        | Alzbeta Bacikova       | Slovacchia    |            | 2           |

### Tempo race
Seconda di 4 prove.
| Posizione | Atleta                 | Nazione       | Punti giro | Punti sprint | Punti totali | Punti prova |
| --------- | ---------------------- | ------------- | ---------- | ------------ | ------------ | ----------- |
| 1         | Gudrun Stock           | Germania      | 20         | 2            | 22           | 40          |
| 2         | Tatsiana Sharakova     | Bielorussia   | 20         | 1            | 21           | 38          |
| 3         | Clara Copponi          | Francia       |            | 8            | 8            | 36          |
| 4         | Tetyana Klimchenko     | Ucraina       |            | 7            | 7            | 34          |
| 5         | Amalie Dideriksen      | Danimarca     |            | 4            | 4            | 32          |
| 6         | Daria Pikulik          | Polonia       |            | 2            | 2            | 30          |
| 7         | Kirsten Wild           | Paesi Bassi   |            | 1            | 1            | 28          |
| 8         | Olivija Baleisyte      | Lituania      |            |              | 0            | 26          |
| 9         | Verena Eberhardt       | Austria       |            |              | 0            | 24          |
| 10        | Laura Kenny            | Gran Bretagna |            |              | 0            | 22          |
| 11        | Letizia Paternoster    | Italia        |            |              | 0            | 20          |
| 12        | Lotte Kopecky          | Belgio        |            |              | 0            | 18          |
| 13        | Aline Seitz            | Svizzera      |            |              | 0            | 16          |
| 14        | Maria Martins          | Portogallo    |            |              | 0            | 14          |
| 15        | Lydia Boylan           | Irlanda       |            |              | 0            | 12          |
| 16        | Anita Stenberg         | Norvegia      |            |              | 0            | 10          |
| 17        | Johanna Kitti Borissza | Ungheria      |            |              | 0            | 8           |
| 18        | Ana Usabiaga           | Spagna        |            |              | 0            | 6           |
| 19        | Alzbeta Bacikova       | Slovacchia    |            |              | 0            | 4           |
| 20        | Petra Ševčiková        | Rep. Ceca     |            |              | 0            | 2           |
| 21        | Maria Rostovtseva      | Russia        | -20        |              | -20          | 1           |

### Gara ad eliminazione
Terza di 4 prove.
| Posizione | Atleta                 | Nazione       | Punti prova |
| --------- | ---------------------- | ------------- | ----------- |
| 1         | Kirsten Wild           | Paesi Bassi   | 40          |
| 2         | Letizia Paternoster    | Italia        | 38          |
| 3         | Laura Kenny            | Gran Bretagna | 36          |
| 4         | Daria Pikulik          | Polonia       | 34          |
| 5         | Maria Martins          | Portogallo    | 32          |
| 6         | Amalie Dideriksen      | Danimarca     | 30          |
| 7         | Tatsiana Sharakova     | Bielorussia   | 28          |
| 8         | Gudrun Stock           | Germania      | 26          |
| 9         | Lotte Kopecky          | Belgio        | 24          |
| 10        | Alzbeta Bacikova       | Slovacchia    | 22          |
| 11        | Clara Copponi          | Francia       | 20          |
| 12        | Aline Seitz            | Svizzera      | 18          |
| 13        | Tetyana Klimchenko     | Ucraina       | 16          |
| 14        | Verena Eberhardt       | Austria       | 14          |
| 15        | Lydia Boylan           | Irlanda       | 12          |
| 16        | Petra Ševčiková        | Rep. Ceca     | 10          |
| 17        | Olivija Baleisyte      | Lituania      | 8           |
| 18        | Johanna Kitti Borissza | Ungheria      | 6           |
| 19        | Anita Stenberg         | Norvegia      | 4           |
| 20        | Ana Usabiaga           | Spagna        | 2           |
| DSQ       | Maria Rostovtseva      | Russia        | -           |

### Gara a punti e classifica finale
Quarta di 4 prove. Per la classifica finale le cicliste sommano, ai punti guadagnati durante questa prova, tutti i punti conquistati in precedenza.
| Posizione | Atleta                 | Nazione       | Punti Scratch | Punti Tempo race | Punti Gara eliminaz. | Class. parziale | Punti giro | Punti sprint | Classifica finale |
| --------- | ---------------------- | ------------- | ------------- | ---------------- | -------------------- | --------------- | ---------- | ------------ | ----------------- |
| 1         | Kirsten Wild           | Paesi Bassi   | 34            | 28               | 40                   | 102             | 0          | 14           | 116               |
| 2         | Laura Kenny            | Gran Bretagna | 40            | 22               | 36                   | 98              | 0          | 16           | 114               |
| 3         | Tatsiana Sharakova     | Bielorussia   | 10            | 38               | 28                   | 76              | 20         | 16           | 112               |
| 4         | Daria Pikulik          | Polonia       | 28            | 30               | 34                   | 92              | 0          | 14           | 106               |
| 5         | Letizia Paternoster    | Italia        | 38            | 20               | 38                   | 96              | 0          | 8            | 104               |
| 6         | Amalie Dideriksen      | Danimarca     | 32            | 32               | 30                   | 94              | 0          | 6            | 100               |
| 7         | Clara Copponi          | Francia       | 36            | 36               | 20                   | 92              | 0          | 5            | 97                |
| 8         | Maria Martins          | Portogallo    | 26            | 14               | 32                   | 72              | 20         | 3            | 95                |
| 9         | Gudrun Stock           | Germania      | 22            | 40               | 26                   | 88              | 0          | 1            | 89                |
| 10        | Lotte Kopecky          | Belgio        | 20            | 18               | 24                   | 62              | 20         | 5            | 87                |
| 11        | Aline Seitz            | Svizzera      | 24            | 16               | 18                   | 58              | 20         | 3            | 81                |
| 12        | Tetyana Klimchenko     | Ucraina       | 8             | 34               | 16                   | 58              | 0          | 6            | 64                |
| 13        | Verena Eberhardt       | Austria       | 12            | 24               | 14                   | 50              | 0          | 0            | 50                |
| 14        | Olivija Baleisyte      | Lituania      | 16            | 26               | 8                    | 50              | 0          | 0            | 50                |
| 15        | Anita Stenberg         | Norvegia      | 30            | 10               | 4                    | 44              | 0          | 2            | 46                |
| 16        | Lydia Boylan           | Irlanda       | 14            | 12               | 12                   | 38              | 0          | 0            | 38                |
| 17        | Alzbeta Bacikova       | Slovacchia    | 2             | 4                | 22                   | 30              | 0          | 0            | 30                |
| 18        | Ana Usabiaga           | Spagna        | 2             | 6                | 2                    | 12              | 0          | 0            | 12                |
| 19        | Johanna Kitti Borissza | Ungheria      | 4             | 8                | 6                    | 12              | 0          | 0            | 12                |
| 20        | Petra Ševčiková        | Rep. Ceca     | 18            | 2                | 10                   | 32              | -60        | 0            | -28               |
| DSQ       | Maria Rostovtseva      | Russia        | 6             | 1                | DSQ                  | -               | -          | -            | -                 |